# قانون حماية البيئة وحفظ التنوع الحيوي لعام 1999
قانون حماية البيئة وحفظ التنوع الحيوي لعام 1999 (قانون إي بّي بي سي)، هو قانون البرلمان الأسترالي الذي يوفر إطارًا لحماية البيئة الأسترالية، بما في ذلك تنوعها الحيوي وأماكنها الطبيعية والمهمة ثقافيًا. صدر قانون (إي بّي بي سي) في 17 يوليو من عام 2000، وأنشأ مجموعة من العمليات التي تساعد في حماية وتعزيز استعادة الأنواع المهددة والمجتمعات البيئية، والحفاظ على أماكن كثيرة من التدهور. استبدل قانون الحدائق الوطنية والحفاظ على الحياة البرية لعام 1975 بقانون (إي بّي بي سي).
اعتمد قانون حماية البيئة وحفظ التنوع الحيوي استخدام قوانين حماية البيئة وحفظ التنوع الحيوي، والتي نصت على إصدار الموافقات والتصاريح لمجموعة من الأنشطة التي تُطبق على أراضي الكومنولث والأراضي التي تؤثر على الكومنولث. على سبيل المثال، يُنظم الانتقاء التجاري للزهور البرية بموجب قانون (إي بّي بي سي)، ولا يمكن القيام به دون إصدار تصريح مناسب. يمكن أن يؤدي عدم الامتثال للقانون إلى إصدار عقوبات بما في ذلك إصلاح الضرر، والامتثال لأوامر المحكمة، والعقوبات الجنائية والمدنية.
تدير وزارة البيئة الأسترالية قانون حماية البيئة وحفظ التنوع الحيوي. أعلن وزير البيئة في 16 أكتوبر من عام 2013، أن الحكومة وافقت على وضع إطار لعملية الموافقة البيئية «الشاملة الخدمات» لاعتماد أنظمة التخطيط الحكومية بموجب القانون البيئي الوطني، وذلك بهدف إنشاء تقييم أثر بيئي واحد وإنشاء عملية الموافقة على القضايا المحمية على المستوى الوطني.
أقر مجلس النواب في 16 يونيو من عام 2014 التعديلات المقترحة، على الرغم من معارضة الدعاة البيئيين والمعلقين القانونيين البارزين الذين انتقدوا مشروع القانون وأعربوا عن قلقهم بشأن تفويض سلطات الكومنولث للموافقة البيئية.

## إطار القانون
يحدد القانون سبع مسائل ذات أهمية بيئية وطنية:
- خصائص مواقع التراث العالمي.
- مواقع التراث الوطني بما في ذلك المواقع الخارجية ذات الأهمية التاريخية.
- المناطق الرطبة ذات الأهمية الدولية (مناطق رامسار الرطبة).
- الأنواع المهددة والمجتمعات البيئية.
- الأنواع المهاجرة.
- مناطق الكومنولث البحرية.
- الإجراءات النووية (بما في ذلك استخراج اليورانيوم وبناء مستودعات النفايات النووية).[6]

وُضعت قوائم الأنواع المهددة، مثل الحيوانات المهددة بموجب القانون، وتُعد هذه القوائم المرجع الأساسي للأنواع المهددة في أستراليا، وهي متاحة عبر الإنترنت من خلال قاعدة بيانات الأنواع وقاعدة بيانات التهديدات.

## المعاهدات
تعتمد صلاحية قانون حماية البيئة وحفظ التنوع الحيوي الدستورية، وذلك بصفته قانونًا صادرًا عن البرلمان الأسترالي، على السلطات التشريعية للبرلمان، والممنوحة بموجب الدستور الأسترالي، والتي لا تشير بشكل صريح إلى البيئة. تستند الأحكام الرئيسية لقانون (إي بّي بي سي) على هذا النحو، إلى حد كبير على عدد من الاتفاقيات من ضمنها:
- اتفاقية التراث العالمي -اتفاقية حماية التراث العالمي الثقافي والطبيعي، 1975.
- اتفاقية رامسار -اتفاقية المناطق الرطبة ذات الأهمية الدولية وخاصة بمثابة موئل للطيور المائية، 1975.
- اتفاقية التنوع الحيوي، 1992.
- اتفاقية جمبا - اتفاقية الطيور المهاجرة بين اليابان وأستراليا.
- اتفاقية كامبا - اتفاقية الطيور المهاجرة بين الصين وأستراليا.
- اتفاقية حفظ أنواع الحيوانات البرية المهاجرة (اتفاقية بون).
- اتفاقية التجارة الدولية بأنواع الحيوانات والنباتات البرية المهددة بالانقراض (سيتيز)، 1976